# Gamla kyrkogården, Gävle

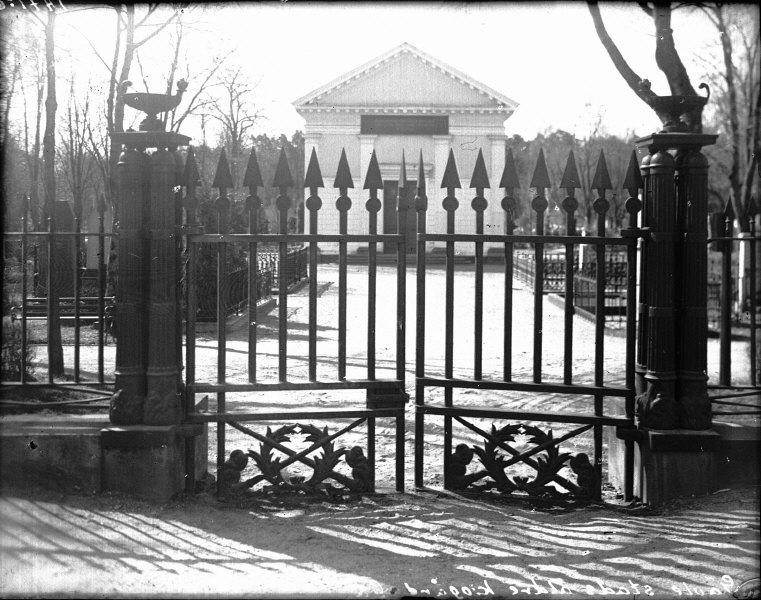
Gamla kyrkogården

Gamla kyrkogården i Gävle ligger i anslutning till Boulognerskogen. Den invigdes 1808 och hade år 2016 ungefär 5000 gravplatser. Många av gravarna på kyrkogården är stora gravmonument ifrån köpmanssläkter i Gävle. Namnet på kyrkogården var tidigare Nya kyrkogården men när 1929 en nyare kyrkogård  anlades så ändrades namnet till Gamla kyrkogården
Några gravar på Gamla kyrkogården
- Släkten Engwall grundare av Gevalia[3][4]
- Släkten Matton[5][4]
- Familjen Bång - Lars Augustin Bång[6][7]
- Bengt Kronoberg[8]
- Släkten Rettig - Johan Rettig[9][8]
- skeppsredaren Olof August Brodin